# Paliga fuscicostalis
Paliga fuscicostalis là một loài bướm đêm trong họ Crambidae.